# Джон Брион
Джон Брион (на английски: Jon Brion) е американски музикален продуцент, музикант и композитор. През 80-те години участва в групата The Bats, а през 1994 година – в The Grays. Издава един солов албум и пише филмова музика.

## Дискография
С The Bats
- How Pop Can You Get? (1982)

С The Grays
- Ro Sham Bo (1994)

Солови албуми
- Meaningless (2001)

Музика за филми
- Hard Eight (1996)
- Magnolia (1999)
- Punch-Drunk Love (2002)
- Eternal Sunshine of the Spotless Mind (2003)
- I ♥ Huckabees (2004)
- The Break-Up (2006)

Като продуцент
- Ейми Ман, Whatever, (1993)
- Ейми Ман, I'm with Stupid, (1995)
- Ръфъс Уейнрайт, Rufus Wainwright, (1998)
- Елъни Мандел, Wishbone, (1998)
- Робин Хичкок, Jewels for Sophia, (1998)
- Робин Хичкок, A Star for Bram, (1999)
- Фиона Епъл, When the Pawn..., (1999)
- The Crystal Method, Over the Line, (2001)
- Брад Мелдау, Largo, (2002)
- Рет Милър, The Instigator, (2002)
- Ивън Дандо, Baby I'm Bored, (2003)
- Кейни Уест, Late Registration, (копродуцент на част от песните; 2005)
- Кейни Уест, Graduation, (копродуцент; 2007)